# 南朝 (日本)
南朝（なんちょう）または吉野朝廷（よしのちょうてい）は、日本の南北朝時代に京都以南の大和国の吉野（奈良県吉野郡吉野町）、賀名生（同県五條市西吉野町）、摂津国の住吉（大阪府大阪市住吉区）を本拠とした大覚寺統の後醍醐天皇に属する朝廷。1337年から1392年まで56年あまり存続し、叙位や元号の制定など政権としての機能を有した。

## 概要
奈良県の南部に位置する吉野に拠点を設けたことから京都にあった北朝に対して南朝と呼ばれている。これは後世に成立した呼び名ではなく、当時の日記などの記録においても「南朝」「南方」などの名称で呼ばれていた。また、吉野が古来より「南山」とも称された金峯山の山中にあったことから、「南山（＝吉野）の朝廷」という意味もある。そのため、京都にある北朝の存在を認めない南朝の人々の間においても後者の意味により、「南朝」「南方」などの呼称が用いられた。なお、後醍醐天皇の在世中の行宮は吉野行宮にあったものの、以後は南朝の興隆・衰退に従って大和・河内・摂津・山城などの諸国に行宮が存在した。

## 南朝時代の天皇
| 代 | 天皇名                    | 天皇名                    | 天皇名    | 在位期間                                         | 生年月日 - 没年月日 享年                                               | 続柄                    |
| 代 | 漢風諡号 追号             | 読み                      | 諱        | 在位期間                                         | 生年月日 - 没年月日 享年                                               | 続柄                    |
| -- | ------------------------- | ------------------------- | --------- | ------------------------------------------------ | ---------------------------------------------------------------------- | ----------------------- |
| 96 | 後醍醐天皇                | ごだいご                  | 尊治      | 文保2年(1318年)2月26日 - 延元4年(1339年)8月15日  | 正應元年11月2日(1288年11月26日) - 延元4年8月16日(1339年9月19日) 52歳没 | 第91代後宇多天皇第2皇子 |
| 97 | 後村上天皇                | ごむらかみ                | 憲良 義良 | 延元4年(1339年)8月15日 - 正平23年(1368年)3月11日 | 嘉暦3年(1328年) - 正平23年3月11日(1368年3月29日) 41歳没                | 後醍醐天皇第7皇子       |
| 98 | 長慶天皇                  | ちょうけい （ちゃうけい） | 寛成      | 正平23年(1368年)3月11日 - 弘和3年(1383年)10月    | 興国4年(1343年) - 應永元年8月1日(1394年8月27日) 52歳没                 | 後村上天皇第1皇子       |
| 99 | 後亀山天皇 （後龜山天皇） | ごかめやま                | 煕成      | 弘和3年(1383年)10月 - 元中9年(1392年)閏10月5日   | 正平5年(1350年)? - 應永31年4月12日(1424年5月10日) 75歳?没              | 後村上天皇第2皇子       |

## 歴史

### 建武政権の瓦解と北朝の成立
鎌倉時代に皇統は後深草系統の持明院統と亀山系統の大覚寺統のふたつに分裂する両統迭立が起こる。両統は皇位を争奪し、鎌倉幕府が仲裁していた。文保2年（1318年）に践祚して親政を開始した大覚寺統の後醍醐天皇は倒幕計画を企て、元弘元年/元徳3年（1331年）に三種の神器を持って笠置山へ入り挙兵すると、幕府の奏請により持明院統の光厳天皇が践祚する。
元弘3年/正慶2年（1333年）、反幕勢力の結集により鎌倉幕府が滅亡すると後醍醐天皇は京へ戻り、光厳天皇と正慶年号を廃して建武の新政を開始する。建武2年（1335年）7月に関東で中先代の乱が起こると後醍醐天皇は討伐に向かった足利尊氏を黙認するが、乱を平定した尊氏は鎌倉に留まり建武政権から離反する。宮方は京都に進撃してきた尊氏を撃破する。翌延元元年/建武3年（1336年）、九州落ちしていた尊氏は持明院統の光厳上皇から院宣を受けて再び東上する。宮方では新田義貞、楠木正成らを迎撃に派遣するが、5月尊氏は湊川の戦いにおいて新田ら宮方を撃破して入京する。後醍醐天皇は叡山に逃れて抵抗するが、8月には光明天皇が践祚して北朝が成立し、11月に帰京した後醍醐天皇から三種の神器を接収した尊氏は京都に武家政権（のちの室町幕府）を成立させ、後醍醐を中心とする建武政権は瓦解した。

### 南朝の成立と南北朝併立
後醍醐天皇は京都を脱出して吉野へ逃れて朝廷を開き、光明天皇に渡した神器は偽物であると主張し、南北朝が成立する。以後、吉野の朝廷は南朝、京都の朝廷は北朝と呼ばれる。後醍醐天皇は、新田義貞に恒良親王、尊良親王を奉じさせて北陸へ、懐良親王を九州へ派遣し、北畠親房は常陸国へ赴いて、それぞれ諸国で南朝勢力の結集を図る。新田義貞、北畠顕家らはそれぞれ撃破されて戦死し、延元4年/暦応2年（1339年）には後醍醐天皇が崩御して後村上天皇が即位する。一方、尊氏は延元3年/暦応元年（1338年）に北朝から征夷大将軍に任じられる。後醍醐天皇の崩御後は北畠親房などが南朝を指揮するが、正平3年/貞和2年（1348年）には楠木正行らが四條畷の戦いにおいて足利方の高師直に敗北し、さらに吉野も奪われた南朝は賀名生へ移る。

### 足利政権の分裂と正平一統
足利政権では将軍尊氏や足利家執事の高師直と実質的政務を任された尊氏実弟の足利直義が対立し、やがて全国的な争乱に発展する観応の擾乱が起こり、これを契機に南朝は再び勢力を回復する。師直の政治工作で失脚した直義は正平5年/観応元年（1350年)10月、京都を脱出し、師直打倒の兵を募る。北朝は直義討伐の院宣を下し、南朝は直義の帰服に応じる。直義は師直を追い、さらに摂津で尊氏を撃破して和睦する。正平6年/観応2年（1351年）、巻き返しを図る尊氏が南朝に講和条件を出して和睦し、正平一統が成立して年号の統一が行われる。尊氏は鎌倉で直義を追い謀殺するが、南朝はこの機会に京と鎌倉を同時奪還する軍事的進攻を行い、北朝神器の接収、北朝の光厳・光明・崇光三上皇と皇太子直仁親王の拉致を行い一統は破談となる。京と鎌倉は足利方に奪還され、北朝は神器と治天が不在であったが後光厳の践祚により再建される。

### 後村上天皇時代と南朝衰退
この頃、九州において少弐氏に擁立されていた足利直冬は九州から駆逐され、同年11月に南朝に属して尊氏に抵抗する。正平8年/文和2年（1353年）には楠木正儀、山名時氏らが二度目の京都奪還を果たすも短期間で駆逐される。翌正平9年/文和3年（1354年）4月には主導的人物であった北畠親房が死去、10月に後村上天皇は賀名生から河内金剛寺へ移る。正平10年/文和4年（1355年）にも直冬を奉じた山名時氏らが京都侵攻を行うが、維持出来ずに撤退している。
正平13年/延文3年（1358年）に北朝では足利尊氏が死去し、2代将軍となった足利義詮は本格的な南朝掃討をはじめる。正平16年/康安元年（1361年）には足利政権において政争から失脚した執事の細川清氏が南朝に属し、楠木正儀らと4度目の京都侵攻を行い、一時的に占領する。その後、後村上天皇が摂津国の住吉大社宮司の津守氏の正印殿を約10年間、行宮（住吉行宮）とし、住吉大神を奉じる瀬戸内海の水軍を傘下にして、四国、九州との連絡網を確立し、南朝は各地で活動するが、正平17年/貞治元年（1363年）には山名氏や大内氏の北朝への帰順などで衰退し、拉致した三上皇を返還するなど講和的態度も示している。

### 長慶天皇と南朝の後退
正平23年/応安元年（1368年）には後村上天皇が住吉行宮で崩御し、同地にて長慶天皇が即位する。足利政権では有力守護の佐々木道誉、3代将軍の足利義満のもとで管領を務めた細川頼之などが南朝の楠木正儀と独自に交渉を行っていたが、長慶天皇は北朝に対して強硬的な人物であったと考えられており、和睦交渉は一時途絶し、翌正平23年/応安2年（1369年）に正儀は北朝へ投降する。南朝の征西府懐良親王も菊池氏や阿蘇氏、宇都宮氏の武力を背景に大宰府を有して九州を制圧していたが、九州探題として赴任した今川貞世（了俊）に駆逐される。その後交渉が再開され、南朝の使者が京都へ赴いている。弘和3年/永徳3年（1383年）に長慶天皇は弟の後亀山天皇に譲位する。なお、長慶天皇は即位していないという説もある。

### 後亀山天皇と南北朝合一
元中8年/明徳2年（1392年）の明徳の乱で有力守護の山名氏を弱体化させ、武家勢力を統率した義満は、和泉・紀伊の守護で南朝と領地を接する大内義弘の仲介で本格的交渉を開始する。元中9年/明徳3年（1392年）初頭、足利一門の畠山基国の攻撃により、南朝の指揮官楠木正勝が楠木氏の本拠地千早城を喪失したことも、交渉の後追いになった。南朝から北朝への神器の引渡し、国衙領を大覚寺統、長講堂領を持明院統の領地とする事、皇位は両統迭立とする事など3か条を条件に和睦が成立し、元中9年/明徳3年（1392年）閏10月に後亀山天皇は京都へ赴いて後小松天皇に神器を譲渡し、南朝が解消される形で南北朝合一は成立した（明徳の和約）。南朝に属していた公家は一部は北朝で任官したが、官職は既に北朝の公家で占められており、多くは公家社会への復帰が適わなかったと考えられている。

## 後南朝
後の応永19年（1412年）には後小松皇子の称光天皇が即位しており、両統迭立の条件は反故にされている。これに反発した南朝の後胤や遺臣らは、朝廷や幕府に対する反抗を15世紀半ばまで続けた。これを後南朝という。

## 西暦・北朝元号・南朝元号対照表
| 西暦   | 北朝元号            | 南朝元号                   |
| ------ | ------------------- | -------------------------- |
| 1331年 | 元弘1年             | 元弘1年                    |
| 1332年 | 正慶1年（4月28日）  | 元弘2年                    |
| 1333年 | 元弘3年（5月25日）  | 元弘3年                    |
| 1334年 | 建武1年             | 建武1年（1月29日）         |
| 1335年 | 建武2年             | 建武2年                    |
| 1336年 | 建武3年（6月14日）  | 延元1年（2月29日）         |
| 1337年 | 建武4年             | 延元2年                    |
| 1338年 | 暦応1年（8月28日）  | 延元3年                    |
| 1339年 | 暦応2年             | 延元4年                    |
| 1340年 | 暦応3年             | 興国1年（4月28日）         |
| 1341年 | 暦応4年             | 興国2年                    |
| 1342年 | 康永1年（4月27日）  | 興国3年                    |
| 1343年 | 康永2年             | 興国4年                    |
| 1344年 | 康永3年             | 興国5年                    |
| 1345年 | 貞和1年（10月21日） | 興国6年                    |
| 1346年 | 貞和2年             | 興国7年/正平1年（12月8日） |
| 1347年 | 貞和3年             | 正平1年/正平2年            |
| 1348年 | 貞和4年             | 正平3年                    |
| 1349年 | 貞和5年             | 正平4年                    |
| 1350年 | 観応1年（2月27日）  | 正平5年                    |
| 1351年 | 正平6年（11月7日）  | 正平6年                    |
| 1352年 | 文和1年（9月27日）  | 正平7年                    |
| 1353年 | 文和2年             | 正平8年                    |
| 1354年 | 文和3年             | 正平9年                    |
| 1355年 | 文和4年             | 正平10年                   |
| 1356年 | 延文1年（3月28日）  | 正平11年                   |
| 1357年 | 延文2年             | 正平12年                   |
| 1358年 | 延文3年             | 正平13年                   |
| 1359年 | 延文4年             | 正平14年                   |
| 1360年 | 延文5年             | 正平15年                   |
| 1361年 | 康安1年（3月29日）  | 正平16年                   |
| 1362年 | 貞治1年（9月23日）  | 正平17年                   |
| 1363年 | 貞治2年             | 正平18年                   |
| 1364年 | 貞治3年             | 正平19年                   |
| 1365年 | 貞治4年             | 正平20年                   |
| 1366年 | 貞治5年             | 正平21年                   |
| 1367年 | 貞治6年             | 正平22年                   |
| 1368年 | 応安1年（2月18日）  | 正平23年                   |
| 1369年 | 応安2年             | 正平24年                   |
| 1370年 | 応安3年             | 建徳1年（7月24日）         |
| 1371年 | 応安4年             | 建徳2年                    |
| 1372年 | 応安5年             | 文中1年（4月1日?）         |
| 1373年 | 応安6年             | 文中2年                    |
| 1374年 | 応安7年             | 文中3年                    |
| 1375年 | 永和1年（2月27日）  | 天授1年（5月27日）         |
| 1376年 | 永和2年             | 天授2年                    |
| 1377年 | 永和3年             | 天授3年                    |
| 1378年 | 永和4年             | 天授4年                    |
| 1379年 | 康暦1年（3月22日）  | 天授5年                    |
| 1380年 | 康暦2年             | 天授6年                    |
| 1381年 | 永徳1年（2月24日）  | 弘和1年（2月10日）         |
| 1382年 | 永徳2年             | 弘和2年                    |
| 1383年 | 永徳3年             | 弘和3年                    |
| 1384年 | 至徳1年（2月27日）  | 元中1年（4月28日）         |
| 1385年 | 至徳2年             | 元中2年                    |
| 1386年 | 至徳3年             | 元中3年                    |
| 1387年 | 嘉慶1年（8月23日）  | 元中4年                    |
| 1388年 | 嘉慶2年             | 元中5年                    |
| 1389年 | 康安1年（2月9日）   | 元中6年                    |
| 1390年 | 明徳1年（3月26日）  | 元中7年                    |
| 1391年 | 明徳2年             | 元中8年                    |
| 1392年 | 明徳3年             | 明徳3年（閏10月5日）       |